# Mirabello Sannitico
Mirabello Sannitico község (comune) Olaszország Molise régiójában, Campobasso megyében.

## Fekvése
A megye déli részén fekszik. Határai: Campobasso, Cercemaggiore, Cercepiccola, Ferrazzano, Gildone, San Giuliano del Sannio és Vinchiaturo.

## Története
A települést valószínűleg a longobárd időkben alapították. A következő századokban nemesi birtok volt. A 19. században nyerte el önállóságát, amikor a Nápolyi Királyságban felszámolták a feudalizmust.

## Népessége
A népesség számának alakulása:

## Főbb látnivalói
- Santa Maria di Monteverde-templom
- San Giorgio-templom
- Santissima Annunziata-templom
- Santa Maria Assunta-templom
- San Rocco-templom